# Concepció Farré i Garí
Concepció 'Conxa' Farré i Garí (Vilanova de Meià, La Noguera, 1917 - 2012) fou una advocada i política catalana, membre d’Esquerra Republicana de Catalunya en qualitat de lletrada, número 6 de les primeres llistes electorals després de la legalització del partit durant la Transició i número 3 de les llistes electorals el 1979, rere Heribert Barrera i Josep Pi-Sunyer. Barrera acabaria sent primer president del restaurat Parlament de Catalunya l'any 1980 amb Conxa Farré també a les llistes. Dedicà la seva vida a la lluita per la República Catalana i els drets i llibertats de les dones a Catalunya en temps en què les dones difícilment tenien càrrecs rellevants ni visibilitat en política.

## Biografia
Conxa Farré ja va demostrar des de molt jove que era tot un caràcter. Cap els 17 o 18 anys va marxar sola cap a Barcelona per estudiar Dret tot i que els seus pares s'havien traslladat a Lleida. A Barcelona coincidiria amb dues de les primeres aviadores de Catalunya, Raimunda Elías i Maria Pepa Colomer, a la residència que hi havia en l'actualment Palau de Pedralbes.
Quan va esclatar la guerra aquestes aviadores varen tenir una importància cabdal per a la República. Sense ésser militaritzades, varen fer-se càrrec de la instrucció dels nous pilots i varen fer molts vols de reconeixement costaner i de transport i d’enllaç amb la rereguarda. Conxa les va acompanyar a l’exili.
Aquest primer exili no va durar gaire. El 1940, Conxa tornava a ser a Barcelona estudiant el batxillerat franquista per poder accedir a la universitat. És en aquesta etapa que coneixeria a una de les seves grans amigues, l’escriptora Carmen Laforet. L’escriptora, que també patiria la malaltia d’Alzheimer, rememorava el moment, l’ambient, i sobretot la personalitat de Conxa:
| «                                                                                               | En 1939, recién terminada la Guerra Civil, fui a Barcelona para estudiar en la Universidad. Encontré la ciudad hambrienta que he descrito en Nada. Pero el hambre no era capaz de quitarme la alegría de vivir. Barcelona fue maravillosa para mí. El don de la amistad es mi riqueza como acabo de escribir aquí. A través de cada amigo descubro un mundo nuevo. Y había muchos mundos que descubrir. Tenía yo amistad con muchachos catalanes que habían sido evacuados a Francia al final de la Guerra Civil y habían vuelto después de comenzar sus estudios universitarios en Montpelier empujados en este regreso por la guerra europea. Entre ellos, centrando aquel grupo con su personalidad, una muchacha, Concha Farré, cuya amistad, hoy, treinta y tantos años después, sigue teniendo la misma fuerza, seguridad y encanto que entonces, para las dos. A Concha la encontré estudiando, ella, por segunda vez, su Bachillerato después de haber asistido a la Universidad en Francia. Su título de Bachillerato catalán no servía para los estudios oficiales de entonces. Estudiaba con espíritu deportivo y voluntad de hierro. Trabajaba unas horas por las mañanas. Solíamos reunirnos ella y yo en el Ateneo con sus amigos y una vez por semana ella nos llamaba a todos para que fuésemos a su casa. Era que había llegado el paquete, que, sorteando toda clase de dificultades, le enviaba su familia. Un paquete con embutidos, queso, golosinas y un enorme pan blanco —el mayor lujo en aquel tiempo— para que Concha reforzase su alimentación, que la familia imaginaba (con toda razón) que era deficientísima. Aquel paquete se abría una vez a la semana en la salita de Concha y desaparecía en diez minutos, consumido por todos nosotros y regado con un porrón de vino. Luego se hablaba en catalán —que yo entendía pero mi pereza me impedía hablar— del antiguo reino de Cataluña y de otras cosas y problemas, de los que yo me iba enterando. | » |
| — Carmen Laforet, «Con “Nada”, por fin hice algo», ABC Córdoba, 11 de febrer de 2007, p. 79-81. | |   |

L’ambient asfixiant de la Barcelona de postguerra deuria pesar molt en la decisió de tornar a marxar cap a França. Heribert Barrera recorda la Conxa d’aquells temps d’exili:
| «                  | Ella ja era de l’Esquerra de Lleida al començament de la guerra. Jo la coneixia del grup d’estudiants de Montpeller. Va tornar a Catalunya després de la derrota francesa, el 1940, i al cap d’un temps va tornar a França. Ens va passar a veure al meu pare i a mi camí de París, que és on va conèixer en Joan Rebull. | » |
| — Heribert Barrera | |   |

L’escultor Joan Rebull, havia tingut diverses responsabilitats de gestió cultural durant l’època republicana. Vinculat a Esquerra, també havia agafat el camí de l’exili.
El retorn a Catalunya el 1950 no va ser gens fàcil per a la família. L’escultor tenia dificultats per aconseguir encàrrecs i era constantment vigilat. Més endavant el Pare Abat de Montserrat el protegiria fent-li encàrrecs de la seva especialitat, l'escultura.
Conxa Farré va acabar la carrera de Dret i va començar a treballar com a passant de l’advocat i militant d’ERC, Joan Bergós. Més tard obriria despatx propi especialitzant-se en dret matrimonial. Va treballar-hi fins que se li va declarar la malaltia d'Alzheimer a finals dels anys 80.
Emília Solà, que fou secretària de la Presidència del Parlament des de l’etapa d’Heribert Barrera fins a la de Joan Raventós, ho corrobora:
| «                                                         | La Conxa era una persona amb molta energia. Tenia un caràcter molt fort i aglutinava la gent, era una persona que es donava. Endevinava quan tenies un problema; et deia: “et puc ajudar en alguna cosa?”. A mi em va ajudar molt com a advocada. Era molt hospitalària, reunia els amics: en Francesc Vicens, en Robert Vergés, en Roig i Magrinyà i la seva dona, en Cuito fill, el secretari general de finances i interventor general, Enric Arderiu i en Joan Casanovas, fill del president del Parlament de Catalunya, entre d'altres. | » |
| — Emília Solà, secretària de la Presidència del Parlament | |   |

Conxa va viure amb molta intensitat el retorn del president Tarradellas i les primeres eleccions al Congrés dels Diputats, on una ERC encara no legalitzada va haver de fer la coalició Esquerra de Catalunya, amb el PTE, Estat Català i l'Associació Catalana de la Dona, i ella ocupà el número 6 de la llista de Barcelona. A les següents eleccions, del 1979, amb el partit ja legalitzat, va anar de número 3, rere Heribert Barrera i Josep Pi-Sunyer.

## Drets de les dones
Conxa Farré tenia un gran coneixement del paper de les dones a l’ERC de l’època republicana.
El 1976, amb el partit encara sense legalitzar, Conxa Farré va centrar el seu discurs adreçat a la primera assemblea que Esquerra celebrava a Catalunya, en el record del paper de les dones d’Esquerra dels anys 1930 i com aquestes varen contribuir als canvis legislatius de la República.
| «                        | […] i l’Esquerra, amb un criteri obert i avançat, va reconèixer —i en això també va ésser premonitori— els sòlids valors que la dona aportava al medi, i va saber incorporar-la, amb tots els drets i reconeixements, a l’acció i a l’obra de partit i de govern. No puc dir —afegí— que l’Esquerra correspongués a la predilecció que la dona va tenir-li, sinó que va ésser molt més que això, perquè l’Esquerra era el partit progressista d’aquella etapa històrica i en assumir la responsabilitat de govern no va fer més que reflectir en la seva política governamental i en la seva obra legislativa la ideologia i els principis que l’havien inspirat des del mateix moment de la seva constitució. […] I la dona i els seus drets eren ja aleshores una gran realitat. Tot això —segueix dient Concepció Farré— va tenir expressió, no solament en l’actitud política de l’Esquerra sinó també és clar en l’obra legislativa del nostre Parlament. L’una anava lligada amb l’altra. | » |
| — Concepció Farré i Garí | |   |

El seu tarannà reivindicatiu era, moltes vegades, malentès per part dels homes del partit i ja no diguem pels assistents als mítings:
| «                    | Ella va ésser de les primeres dins del partit que varen parlar obertament dels drets de les dones. I de l’avortament. A molts dels homes del partit els hi feia por que ella tragués aquests temes. La Conxa era l’ànima mater de tot, sobretot de les poquíssimes dones i noies que hi havia a Esquerra. Ens donava referències per poder parlar de tots els temes relacionats amb les dones. Crec que aquests temes varen quedar aparcats perquè el partit tenia por de provocar un rebuig. Penseu que l’Esquerra es veia com un partit de “crema-esglésies”. Quan anàvem pels pobles era molt difícil parlar de divorci o avortament. A vegades fèiem mítings en un cafè i els homes quan sentien alguna cosa sobre drets de les dones es posaven a xiular. Tot i això la Conxa tenia el seu geni i no s'arronsava. Responia amb contundència i autoritat. Ella defensava la igualtat i les capacitats de les dones a tot arreu. Aquestes situacions no transcendien perquè es consideraven un tema menor, però aquests mítings a la Catalunya profunda varen ésser molt durs. | » |
| — Maria Teresa Ramos | |   |

Conxa Farré va ésser l’única oradora en la primera assemblea tolerada d’Esquerra a l’interior, celebrada el 1976 al Col·legi d’Advocats de Barcelona. El seu parlament reivindicava el paper d’ERC en l’assoliment dels drets de les dones durant la República i confiava en que tingués continuïtat en la nova etapa del partit:
| «                              | La legislació (del Parlament republicà) és excepcional i s'anticipa de molt a la legislació que sobre la mateixa matèria promulguen successivament altres països. Catalunya demostra una vegada més que quan pot manifestar lliurement el seu esperit, sense entrebancs ni impediments, esdevé un país franc i obert, objectiu i constructiu, capaç de les més altes realitzacions. Només cal esmentar, entre les grans innovacions legislatives en relació amb la dona, aquelles consecucions tan avançades sobre els fills de mares solteres, sobre l’avortament i sobre el divorci. Avui encara en molts països civilitzats del nostre món aquestes matèries s'estan discutint, bo i provocant disputes, divisions, baralles... i plebiscits més o menys repudiats. […] Crec fermament que l’hora de l’emancipació de Catalunya s'acosta. I no sols devem preparar-nos per quan aquesta hora sigui arribada, sinó que tenim el deure de provocar-ne el seu adveniment. L’Esquerra Republicana de Catalunya, el partit històric, sí! —i ho dic amb goig— però també el partit jove d’avui i de demà, el partit de sempre, ànima de Catalunya, està dempeus. I avançarà, perquè a Catalunya poden entrebancar-la però no deturar-la. La nostra Esquerra ha sentit, sent i seguirà sentint el neguit i la impaciència que li desperten les obligacions patriòtiques que el país amb bon sentit li imposa. I sabrà acomplir-les. | » |
| — Concepció Farré i Garí, 1976 | |   |

ERC encetava la represa de la democràcia sota mínims i només la coalició amb l’ACD o l’esperit combatiu de dones com Conxa Farré va permetre que el partit participés en el debat sobre els drets de les dones.